# Mateusz Grydlik
Mateusz Grydlik (ur. 25 października 1982 w Warszawie) – polski aktor filmowy i teatralny.
Absolwent IX Liceum Ogólnokształcącego im. Klementyny Hoffmanowej w Warszawie. W 2006 ukończył studia na Akademii Teatralnej w Warszawie. W tym samym roku otrzymał II nagrodę jury za rolę Bertolda Brechta w Opowieściach Hollywood oraz za rolę Fiodora Iljicza Kułygina w Trzech siostrach na XXIV Festiwalu Szkół Teatralnych w Łodzi.
Od 2006 współpracuje z Teatrem Współczesnym w Warszawie. W 2005 założył kabaret Macież.
W latach 2017–2018 występował w polskiej wersji programu Saturday Night Live – SNL Polska.

## Teatr
- Sztuka bez tytułu – Wengierowicz – syn (reż. Agnieszka Glińska)
- To idzie młodość – Witek (reż. Maciej Englert)
- Proces – Informator (reż. Maciej Englert)
- Transfer – Manabozo (reż. Maciej Englert)
- Udając ofiarę – sierżant Siewa (reż. Maciej Englert)
- Opowieści Hollywoodu – Bertolt Brecht (reż. Maja Komorowska)
- Trzy siostry – Kułygin (reż. Agnieszka Glińska)
- Mały Bies – Sasza Pylnikow (reż. Remigiusz Brzyk)
- Oskarżeni. Śmierć sierżanta Karosa – Krzysztof Michalak (reż. Stanisław Kuźnik)

## Filmografia
- 1995: Cwał – Kazik
- 1996: Dom (odc. 14)
- 1996: Panna Nikt – Kawczak
- 1997–2013: Klan – dziennikarz
- 1999: Ajlawju – uczeń
- 2005, 2011: Na dobre i na złe – gość weselny (odc. 237); ekolog Antek (odc. 439)
- 2005: Egzamin z życia – kolega Konrada (odc. 22)
- 2005: Boża podszewka II – uczeń (odc. 7)
- 2005: M jak miłość – pacjent (odc. 314)
- 2006: Niania – fotograf (odc. 32)
- 2006: Męczeństwo Mariana – Marian
- 2006: Ranczo – chłopak z gazetami (odc. 7)
- 2006: Wszyscy jesteśmy Chrystusami – student
- 2006–2010: My baby – chłopak z pizzą (odc. 2)
- 2007–2008: Samo życie – sprzedawca w sklepie (odc. 846); pracownik poczty (odc. 1032); wędkarz (odc. 1135)
- 2007: Królowie śródmieścia – sprzedawca (odc. 8)
- 2007: Faceci do wzięcia – lekarz (odc. 48)
- 2008: Mała wielka miłość – chłopak w parku
- 2008: Mała wielka miłość – chłopak w parku (odc. 4)
- 2008: Ego – Daniel
- 2008: Rodzina zastępcza – Freeganin (odc. 299)
- 2008: Twarzą w twarz – strażnik więzienny
- 2009: Sprawiedliwi – syn mecenasa Kaliskiego (odc. 2)
- 2009: Piksele – młody redaktor
- 2009: Popiełuszko. Wolność jest w nas – Franek
- 2009–2013: Popiełuszko. Wolność jest w nas – Franek
- 2010: Czas honoru – Paweł, bojownik ŻZW w getcie
- 2010, 2013−2015: Ojciec Mateusz – młody Żyd (odc. 40); dziennikarz Krzysztof Pisarek (odc. 109); Jacek (odc. 139); reporter (odc. 147); dziennikarz Mariusz (odc. 163, 169, 171, 174, 175)
- 2010: Klub szalonych dziewic – pośrednik nieruchomości (odc. 5)
- 2012−2015: Przyjaciółki – Adam Kamiński
- 2013: Prawo Agaty – sędzia Łukasik (odc. 54)
- 2013: Hotel 52 – Jacek Puciło (odc. 89)
- 2015: Listy do M. 2 – „krowa”
- 2015: Blondynka – ksiądz przewodnik (odc. 45)
- 2017–2018: SNL Polska – m.in. Władimir Putin, Wojciech Cejrowski, Angela Merkel
- 2020: Banksterzy – przedstawiciel dewelopera
- 2023: Korona królów Jagiellonowie – Hanusz
- 2024: Gang Zielonej Rękawiczki – Konwojent

## Dubbing
- 2009: Superszpiedzy – Leon Kameleon
- 2010−2013: Victoria znaczy zwycięstwo – Jack
- 2010: Turbo Dudley – psi agent – Olek